# Estádio Empleados del Comercio
O Estadio Empleados del Comercio (em portugues Estádio Empregados do Comercio) e um pequeno estádio de futebol do Uruguai situado na cidade de Treinta y Tres no departamento do mesmo nome.
Sua capacidade e de 6.000 espectadores.